# MCHアリーナ
MCHアリーナ（MCH Arena）は、デンマーク・中央ユラン地域ヘアニングにあるサッカー専用スタジアム。FCミッティランがホームスタジアムとして使用している。

## 概要
2003年4月、国内のスポーツチーム運営会社メッセセンター・ヘアニングが総工費約8500万DKKを投じて建設に着工した。竣工した2004年から2009年6月末までは命名権を買収したスカンジナビア航空によってSASアレナ (SAS Arena)と命名されたが、現在は命名権の売却を取りやめ、保有元であるメッセセンター・ヘアニングの頭文字から取られたMCHアリーナ (MCH Arena)の名称が使用されている。

## アクセス
- 鉄道
  - デンマーク国鉄 インターシティ線ヘアニング駅より車で5分